# Svetojurski Vrh
Svetojurski Vrh falu Horvátországban Krapina-Zagorje megyében. Közigazgatásilag Pregradához tartozik.

## Fekvése
Krapinától 8 km-re délnyugatra, községközpontjától 5 km-re délkeletre a Horvát Zagorje északnyugati részén fekszik.

## Története
A településnek 1857-ben 224, 1910-ben 347 lakosa volt. Trianonig Varasd vármegye Pregradai járásához tartozott. A településnek 2001-ben 214 lakosa volt.

## Nevezetességei
Szent György tiszteletére szentelt kápolnája középkori eredetű. 1639-ben említik először, mai formáját az 1778 és 1782 között zajlott átépítés során nyerte el.

## Külső hivatkozások
- Pregrada hivatalos oldala
- A város információs portálja